# SV Wacker Nürnberg
SV Wacker Nürnberg is een Duitse sportclub uit de stad Neurenberg.

## Geschiedenis
De club werd opgericht in 1919 als SC Wacker Nürnberg. Wegens financiële problemen fusioneerde Wacker in 1930 met Sportverein 1924 Röthenbach/Schweinau. In 1934 werd de huidige naam aangenomen. In 1929 was de club gepromoveerd naar de tweede hoogste klasse. In de jaren dertig streed de club meestal vooraan mee in de Bezirksklasse. Op 24 augustus 1937 won de club met 2-1 van zesvoudig landskampioen 1. FC Nürnberg.
De club speelde in 1944/45 in de Gauliga Bayern, de toenmalige hoogste klasse, waar de club derde werd in de groep Mittelfranken. De club vormde een KSG (Kriegsspielgemeinschaft) met SC Viktoria Nürnberg en Pfeil Nürnberg. Hierna zonk de club weg in de anonimiteit en speelt tegenwoordig in de laagste reeksen.